# Fritz von Born-Fallois
Fritz Joseph Walther von Born-Fallois (* 11. April 1881 in Sienno, Landkreis Bromberg; † 25. Januar 1946 in Itzehoe) war ein deutscher Verwaltungsbeamter.

## Leben
Fritz von Born-Fallois war der zweitälteste Sohn des preußischen Offiziers, Gutsbesitzers und Politikers Friedrich von Born-Fallois. Er studierte Rechtswissenschaften an der Georg-August-Universität Göttingen. 1901 wurde er Mitglied des Corps Saxonia Göttingen. Nach Abschluss des Studiums und des Referendariats bestand er 1910 das Regierungsassessor-Examen und wurde Regierungsrat und Vertreter des Polizeipräsidenten in Kattowitz. Während des Ersten Weltkriegs war er Zivilkommissar in Tongern, Provinz Limburg. In der Zeit der Volksabstimmung in Oberschlesien wurde er von der französischen Militärverwaltung ausgewiesen und wurde Regierungsrat in Schleswig. 1934 wurde er zum Oberregierungsrat befördert. 
Von Born-Fallois wurde 1938 zum Landrat des Landkreises Karlsbad ernannt. Von 1939 bis 1945 war er Leiter des Ernährungsamtes für die Mark Brandenburg mit Sitz in Berlin. Nach dem Zweiten Weltkrieg lebte er in Itzehoe.
Der Landrat und Rittergutsbesitzer Wilhelm von Born-Fallois war sein Bruder.